# Cratotragus indiator
Cratotragus indiator är en skalbaggsart som först beskrevs av White 1858.  Cratotragus indiator ingår i släktet Cratotragus och familjen långhorningar. Inga underarter finns listade i Catalogue of Life.